# Alexandre Pétion
Alexandre Sabès Pétion (2 tháng 4 năm 1770 – 29 tháng 3 năm 1818) là một vị tướng và nhà chính trị Haiti. Ông là một nhà cách mạng đã thành lập nên Cộng hòa Haiti và là tổng thổng của phía nam Cộng hòa Haiti từ năm 1806 cho đến khi mất.

## Cuộc đời
Pétion là con trai của gia đình cha là người Pháp còn mẹ là người lai da trắng và da đen. Ông sinh ra tại Port-au-Prince và học phổ thông tại Paris. Ông đã gia nhập quân của nhà cách mạng François Dominique Toussaint Louverture năm 1791 và cùng họ đánh đuổi quân Anh và Tây Ban Nha khỏi Haiti năm 1798. Năm 1799, ông gia nhập quân của tưởng Haiti André Rigaud trong một cuộc nội chiến chống lại Toussaint Louverture. Quân của ông bị đánh bại và ông phải chạy qua Pháp. Năm 1802, ông trở lại Haiti cùng với quân đội Pháp do tướng người Pháp Charles Victor Emmanuel Leclerc chỉ huy để chiếm lại hòn đảo theo lện Napoleon Bonaparte. Sau khi Pháp bị đánh bại và bị đánh bật khỏi đảo này bởi quân của Jean-Jacques Dessalines, Pétion đã phục vụ cho quân của Dessalines. Hai năm sau khi Dessalines tự xưng hoàng đế Haiti vào năm 1804, Pétion lại quay sang gia nhập quân của nhà cách mạng Haiti Henri Christophe trong một vụ lật đổ Dessalines. Dessalines đã bị ám sát. Năm 1807, Pétion đã lập một nước cộng hòa ở miền nam và tây Haiti và ông đã được bầu làm tổng thống suốt đời. Cùng lúc đó, Christophe cũng lập một vương quốc ở phía bắc và tự xưng là vua Henri I, tuyên bố chủ quyền trên toàn đảo Haiti. Năm 1811, Christophe đã triển khai cuộc chiến để hạ bệ Pétion nhưng không thành công.

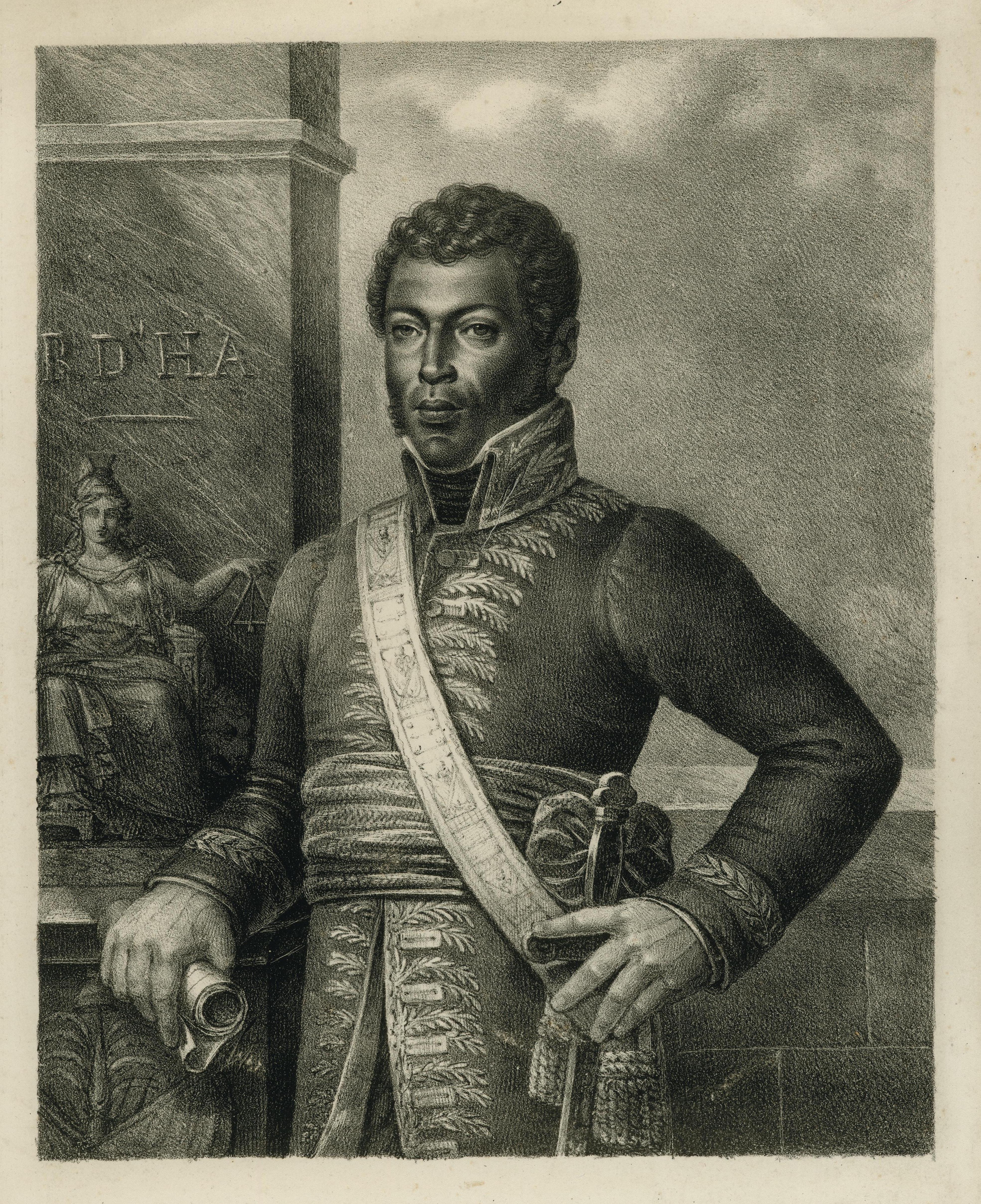
Alexandre Pétion

Ông mất năm 1818 vì bệnh sốt vàng da.